# Biendorf (Anhalt)
Biendorf (Anhalt) este o comună din landul Saxonia-Anhalt, Germania.
1. ↑  GeoNames